# Sambar
Sambar (Rusa) je rod jelenovitých přežvýkavců, jehož zástupci jsou rozšířeni v jižní a jihovýchodní Asii. Byli importováni do Austrálie, na Nový Zéland a do Ameriky.

## Druhy
- Sambar skvrnitý (Rusa alfredi)
  - Sambar skvrnitý je vzácný druh sambara žijící na filipínských ostrovech Panay a Negros. Dříve se vyskytoval i na dalších ostrovech, například na Cebu, Leyte či Samaru. Údaje o počtu divokých jedinců jsou rozporné, průzkum na Negrosu z roku 2009 nalezl populaci v počtu asi tří jedinců.[2][3] Množství sambarů skvrnitých žije v zajetí. Jak jméno napovídá, na rozdíl od ostatních sambarů je skvrnitý, srst je hustá a jemná.[1] Status IUCN: ohrožený (EN).
- Sambar luzonský (Rusa marianna)
  - Druh sambar luzonský žije na filipínských ostrovech, například na Luzonu, Mindoru a Mindanau. Importován byl mimo jiné na Guam (kde se přemnožil) a Saipan (kde se neudržel). Status IUCN: zranitelný (VU).
- Sambar ostrovní (Rusa timorensis)
  - Sambar ostrovní, dříve také známý jako jelen (sambar) hřivnatý. Původní rozšíření zahrnuje ostrovy Malých a Velkých Sund (Jáva, Bali, Timor, Celebes) a Moluky. Byl importován například do Austrálie a na Nový Zéland.[1] Je menší než sambar indický, váha 50–160 kg, výška v kohoutku 0,8–1,2 m. Zdržuje se především na travnatých plochách a plantážích. Je dobrý plavec.[1] Status IUCN: zranitelný (VU).
- Sambar indický (Rusa unicolor)
  - Sambar indický je ze sambarů největší a nejtěžší. Průměrná váha je 110–310 kg, výška v kohoutku 0,7–1,5 m. Samci mají mohutné, až metr dlouhé, ale málo větvené paroží, obvykle jen se třemi výsadami. Samice paroží nemají. Srst je krátká a hrubá, obvykle beze skvrn, a to i u mláďat.[1] Barva srsti je proměnlivá, od žlutohnědé přes různé odstíny hnědé až do tmavě šedé. Srst je nápadně hrubá až drátovitá. Obývá různá prostředí, přednost dává hustší vegetaci. Vyskytuje se v nadmořských výškách od mořské hladiny až do 3700 m n. m. Sambar indický je stádové zvíře. Samci žijí samostatně, samice se shlukují do menších či větších skupin. Potravu si sambar indický příliš nevybírá, pase se na široké škále stromů, keřů i bylin. Je aktivní především za soumraku a v noci. Sambar indický je oblíbenou kořistí tygrů a asijských lvů. Levharti a dhoulové útočí většinou spíše na mladé a nemocné kusy. Status IUCN: zranitelný (VU).

## Výskyt
První tři druhy jsou domovem na ostrovech jihovýchodní Asie, sambar indický je rozšířen od indického subkontinentu na východ do Zadní Indie a jižní Číny a na jih až na Sumatru a Borneo.

## Galerie

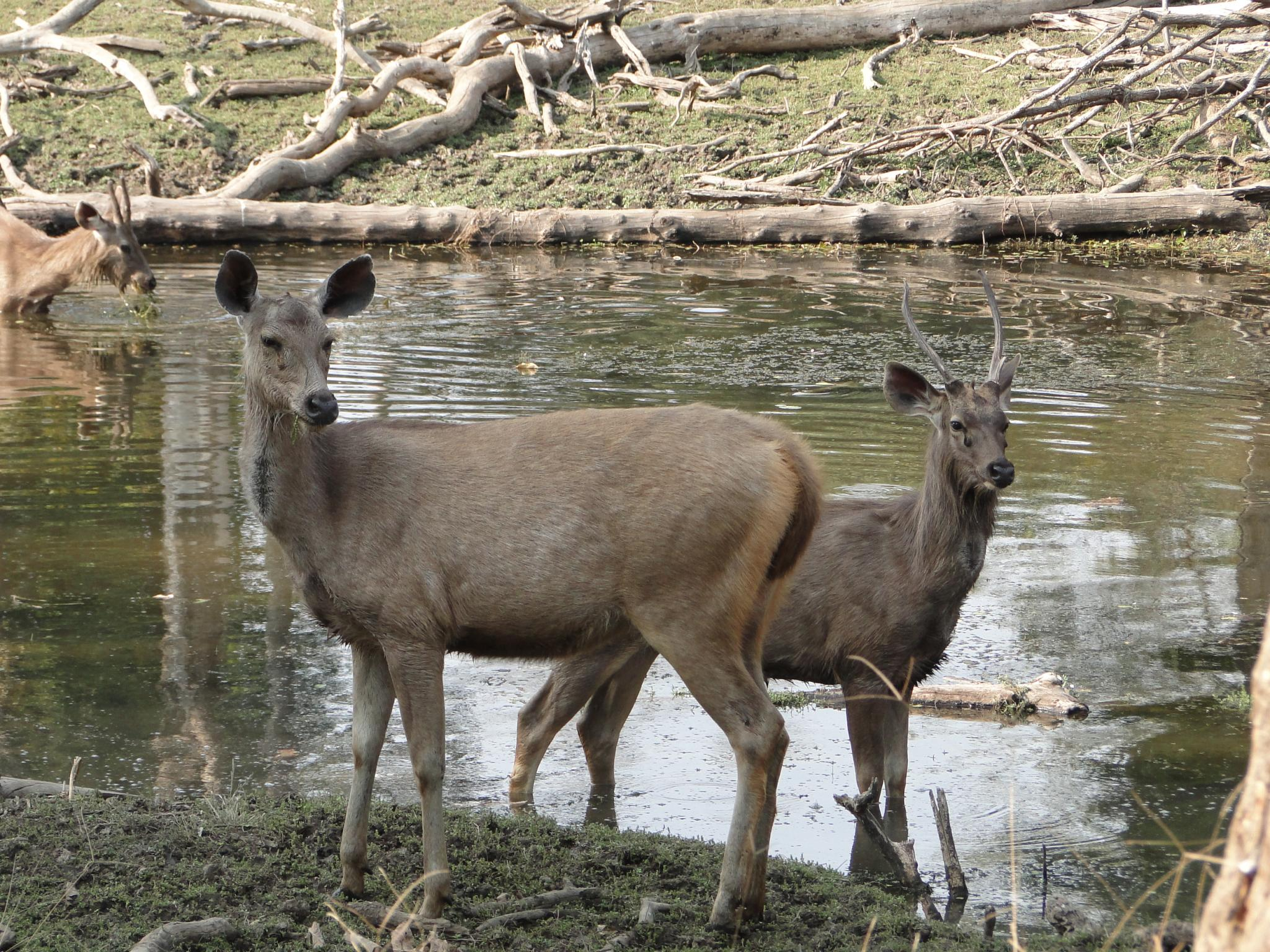
Samice sambara indického s mládětem
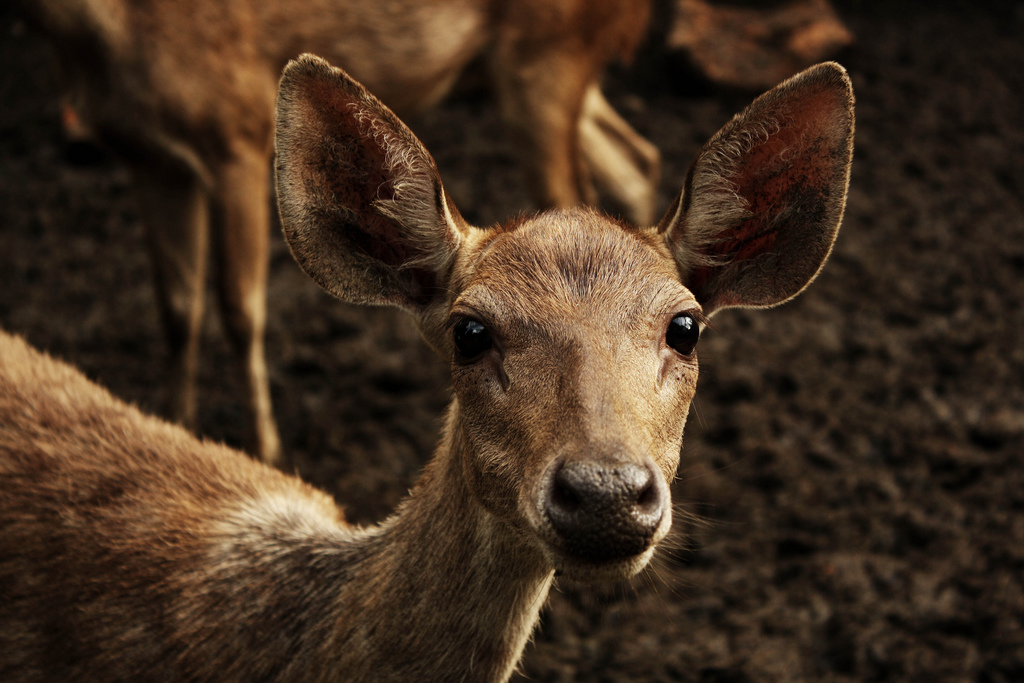
Sambar ostrovní
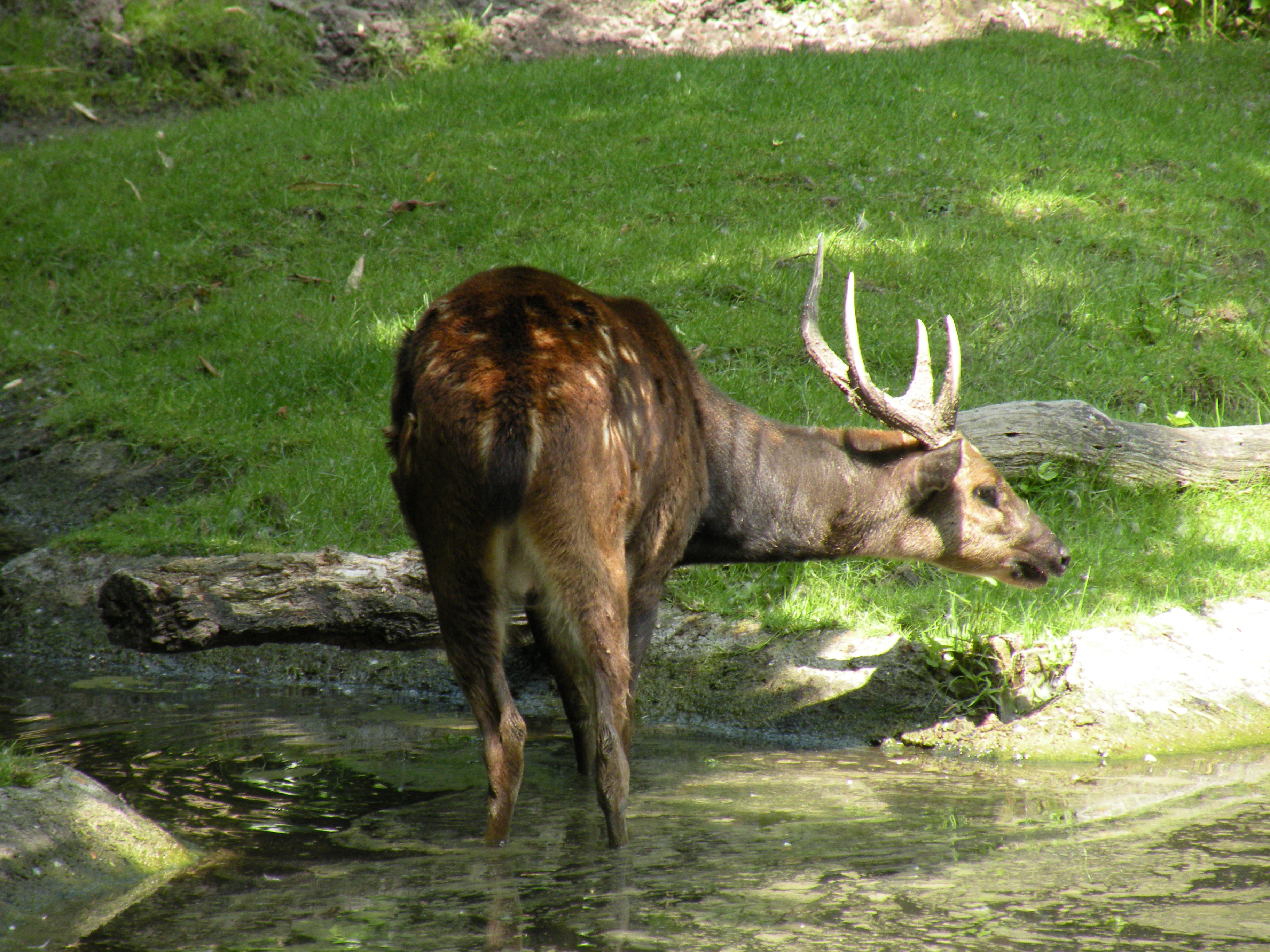
Samec sambara skvrnitého
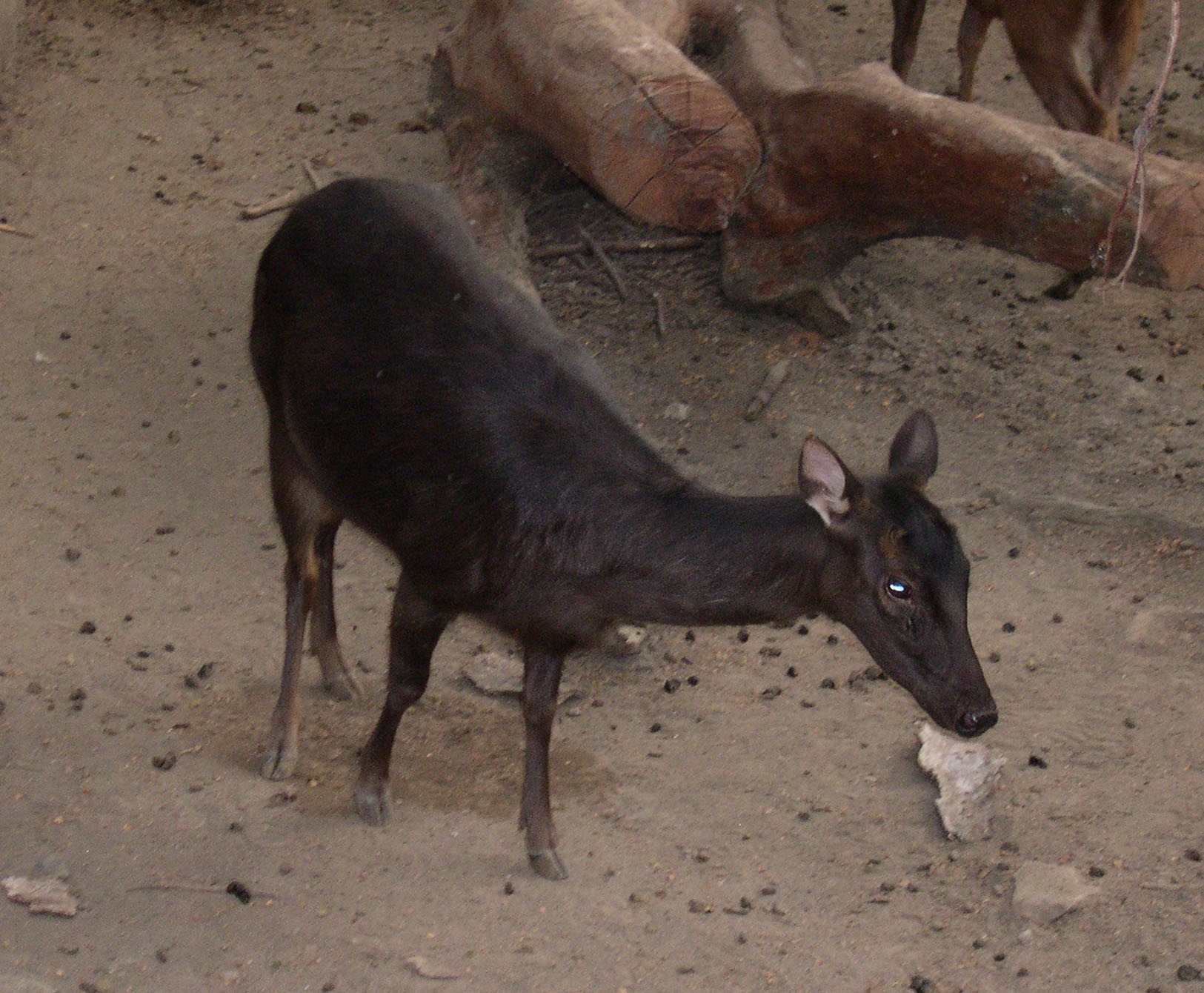
Samice sambara luzonského